# 江戸通房
江戸 通房（えど みちふさ）は、室町時代中期の武将。常陸江戸氏3代当主。常陸国水戸城主。

## 出自
常陸江戸氏は常陸の国人。藤原北家魚名流とされる藤原秀郷の後裔・川野辺氏の支流である那珂氏の傍流。

## 略歴
初めは河和田城（現在の茨城県水戸市）を本拠としていたが、応永34年（1427年）水戸城主・大掾満幹が青屋祭を行うために城を離れて常陸府中に向かった隙に水戸城を占拠して自らの居城とした。その後、子・通栄を額田小野崎氏の後継者に送り込み、周辺を子弟で固める一方、守護の佐竹義人と結んだ。
義人の後を巡る佐竹義俊・実定兄弟の争いに対しては山入祐義と共に実定を支持し、享徳元年（1452年）に実定が常陸太田城を占拠し義俊から佐竹氏の家督を奪うと、通房は実定の補佐役としてその政権を支える役目を果たす。享徳の乱では、関東管領上杉房顕に従って古河公方足利成氏と戦い、長禄3年（1459年）には、室町幕府将軍である足利義政から幕府と主君・実定への忠節を賞賛されている。但し、11月には成氏派の小田持家に敗れている。
寛正6年（1465年）、死去。享年56。